# Jerzy Tyszkiewicz (zm. 1735)
Jerzy Tadeusz Tyszkiewicz herbu Leliwa (ur. przed 1701, zm. 1 lutego 1735 w Tylży) – pisarz wielki litewski, kasztelan witebski od 1730.
Pochodził z zasłużonej rodziny Tyszkiewiczów herbu Leliwa. Ojciec Jerzego, Kazimierz (zm. 1701), był dworzaninem pokojów królewskich i starostą starodubowskim. Matka Anna Ogińska (1646–1752), córka hetmana polnego litewskiego Jana Ogińskiego, dożyła 106 lat życia. Starszy brat Józef (1694–1754) był pisarzem wielkim litewskim i kasztelanem żmudzkim.
Podobnie jak dziadek Jerzego, Jerzy Tyszkiewicz (ciwun wileński) pełnił obowiązki ciwuna wileńskiego. Był posłem z powiatu wołkowyskiego na sejm 1722 roku. Był posłem na sejm 1724 roku z powiatu wiłkomierskiego. Od roku 1728 był pisarzem wielkim litewskim. W latach 1730–1735 kasztelan witebski.
Dwukrotnie żonaty. Pierwszą żoną Jerzego została Benedykta Sapieha (zm. 1724), córka Jerzego Stanisława (1668–1732), wojewody trockiego i mścisławskiego. Z małżeństwa urodził się syn Józef Skumin Tyszkiewicz (1716–1790), ciwun wileński, kasztelan mścisławski i wojewoda smoleński. 
Druga żona Hanna Lettaw (zm. 1733), córka Krzysztofa, pułkownika i strażnika polnego.
Pochowany został w kościele Księży Misjonarzy na Górze Zbawiciela w Wilnie. 